# Alcide De Gasperi

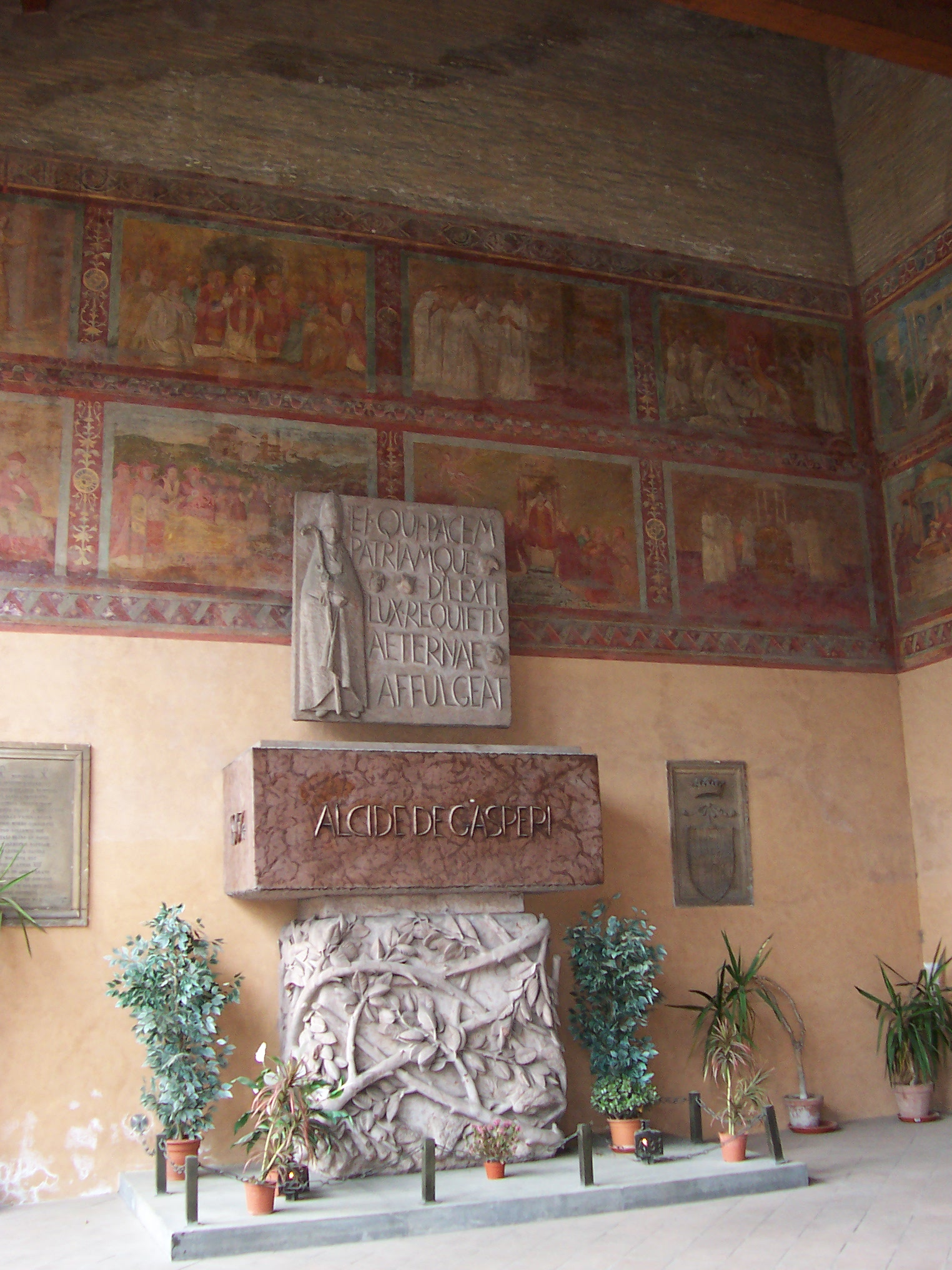
De Gasperis grav (San Lorenzo fuori le mura, Rom)

Alcide De Gasperi, egentligen Degasperi, född 3 april 1881 i Pieve Tesino i nuvarande italienska provinsen Trento (dåvarande Österrike-Ungern), död 19 augusti 1954 i Sella di Valsugana i Trento i Italien, var en italiensk statsman och kristdemokratisk politiker. Han betraktas som en av grundarna av Europeiska gemenskaperna, tillsammans med fransmannen Robert Schuman och tysken Konrad Adenauer. 1945-1953 var De Gasperi Italiens regeringschef.

## Biografi
Alcide De Gasperi föddes i Trento 1881 som då tillhörde Österrike-Ungern. Eftersom han delvis härstammade från Sydtyrolen företrädde han den regionen i Österrikes parlament före första världskriget. Efter en examen i filosofi grundade han den katolska dagstidningen La Voce Cattolica, och upprättade Folkpartiet i Trento, när provinsen blev italiensk. År 1921 invaldes han i deputeradekammaren för Folkpartiet, och blev i juli två år senare partisekreterare. När fascisterna kom till makten tvingades De Gasperi lämna politiken, och han fängslades 1927 av politiska skäl. Efter frigivningen deltog han i att bilda och organisera kristdemokraternas underjordiska parti Democrazia Cristiana - eftersom opposition var förbjudet var partiet hemligt - och han författade dess konstituerande programskrift. Större delen av fascismen era i Italien levde han i exil i Vatikanstaten, där han var verksam som bibliotekarie. Han var under andra världskriget medlem av Nationella befrielsekommittén, och blev 1944 kristdemokraternas partisekreterare. 
Under Ivanoe Bonomi och Ferruccio Parri var De Gasperi bland annat utrikesminister, blev i december 1945 premiärminister, och deltog därför i fredsförhandlingarna i Paris 1945. Posten som premiärminister höll han till 1953, under vilket han i perioder även var utrikesminister och minister för Italienska Afrika. Han var därför ansvarig för Marshallplanens införande, antagandet av Italiens konstitution, bildandet av EU, och landets medlemskap av Atlantpakten. Han initierade en omfattande jordreform i Syditalien, och var djupt angelägen om inre ekonomiska och sociala problem i landet. 1946 drev han igenom den folkomröstning som, i linje med hans parti, avskaffade monarkin. Makten delade han med socialdemokrater och republikanska partiet, med ledande namn som Carlo Sforza och Giuseppe Saragats, i strid mot påve Pius XII uttryckliga önskan. 
Tillsammans med Konrad Adenauer, Paul-Henri Spaak, Robert Schuman och Jean Monnet grundade han Europeiska kol- och stålunionen, och var från 1953 till sin död ett år senare ordförande för dess parlament. Bakgrunden till bildandet av en europeisk gemenskap var att de uppfattade händelserna i Nazityskland och under andra världskriget som att idén om nationalstaten svikit, och de sökte därför en ersättning till detta ideal. De flesta av grundarna var katoliker, men de fick stöd av socialister som ansåg att analysen av nationalstaten var riktig. De Gasperis katolicism och kristdemokratiska ideologi till trots, var han öppet motståndare till att Kyrkan blandade sig i politiken i Italien.
När De Gasperi vann stort i valet 1948, med 307 platser mot 182, har detta förklarats med att hans parti fick stöd av USA som i hans kristdemokrati såg en försäkran om att Italien inte skulle bli socialistiskt. Andra har sett införandet av kvinnlig rösträtt som förutsättningen för kristdemokraternas framgångar under De Gasperis tid. Under hans regeringstid ökade de monarkistiska och fascistiska kraferna i landet, varför vallagen skrevs om till valet 1953, vilket ledde dels till att De Gasperi förlorade makten med 0,15% för få röster, dels att Italien under lång tid fick erfara en omfattande politisk instabilitet med flera täta regeringsskiften.